# Marek Trzeciakowski
Marek Jan Trzeciakowski (ur. 27 grudnia 1945 w Lesznie, zm. 21 lipca 2021 we Wrocławiu) – polski elektronik, fotograf, alpinista i grotołaz.

## Życiorys
Był synem Zbyszka (1913–1989), chemika spożywczego i dyrektora zakładów przetwórczych Pudliszki, i Gertrudy (1914–2006), nauczycielki, z domu Kowal. Maturę uzyskał w 1963 w Liceum Ogólnokształcącym im. Jana Amosa Komeńskiego w Lesznie. Studia na Wydziale Elektroniki Politechniki Wrocławskiej ukończył w 1980. Do 1994 pracował w Instytucie Automatyki Systemów Energetycznych we Wrocławiu. Zmarł 21 lipca 2021 we Wrocławiu.

## Działalność fotograficzna
W 1977 zestaw jego 20 fotografii z wypraw jaskiniowych został opublikowany w książce Andrzeja Korsaka Tatrzańscy Kosynierzy. Otrzymał I nagrodę na Konkursie Fotografii Jaskiniowej w 1978 na łamach „Wszechświata” ogłoszonego przez Sekcję Speleologiczną Polskiego Towarzystwa Przyrodników im. Kopernika.
Brał udział w konkursach i wystawach związanych z kolejnymi Biennale Fotografii Górskiej w Jeleniej Górze. Na II Biennale (1984) otrzymał III nagrodę i wyróżnienie. Na III Biennale (1986) otrzymał I i III nagrodę za zestaw fotografii „Laponia” i wyróżnienie za zestaw „Jaskinia Niedźwiedzia”. Na V Biennale (1990) otrzymał Grand Prix za prace „Himalczuli–wschód”, „Annapurny” i „xxx”, wykonane w Himalajach. Na VII Biennale (1992) otrzymał drugą nagrodę. W VIII Biennale (1994) uczestniczył jako juror.
W 1993 jego fotografia plafonu w Auli Leopoldina Uniwersytetu Wrocławskiego była głównym elementem plakatu XVIII Międzynarodowego Festiwalu Oratoryjno-Kantatowego Wratislavia Cantans. Był jurorem I Konkursu Fotografii Górskiej im. Jacka Mierzejewskiego w 2006.
W 2017 we wrocławskiej galerii Foto-Gen wystawiono jego prace nagrodzone na poprzednich Biennale Fotografii Górskiej w Jeleniej Górze.

## Działalność górska

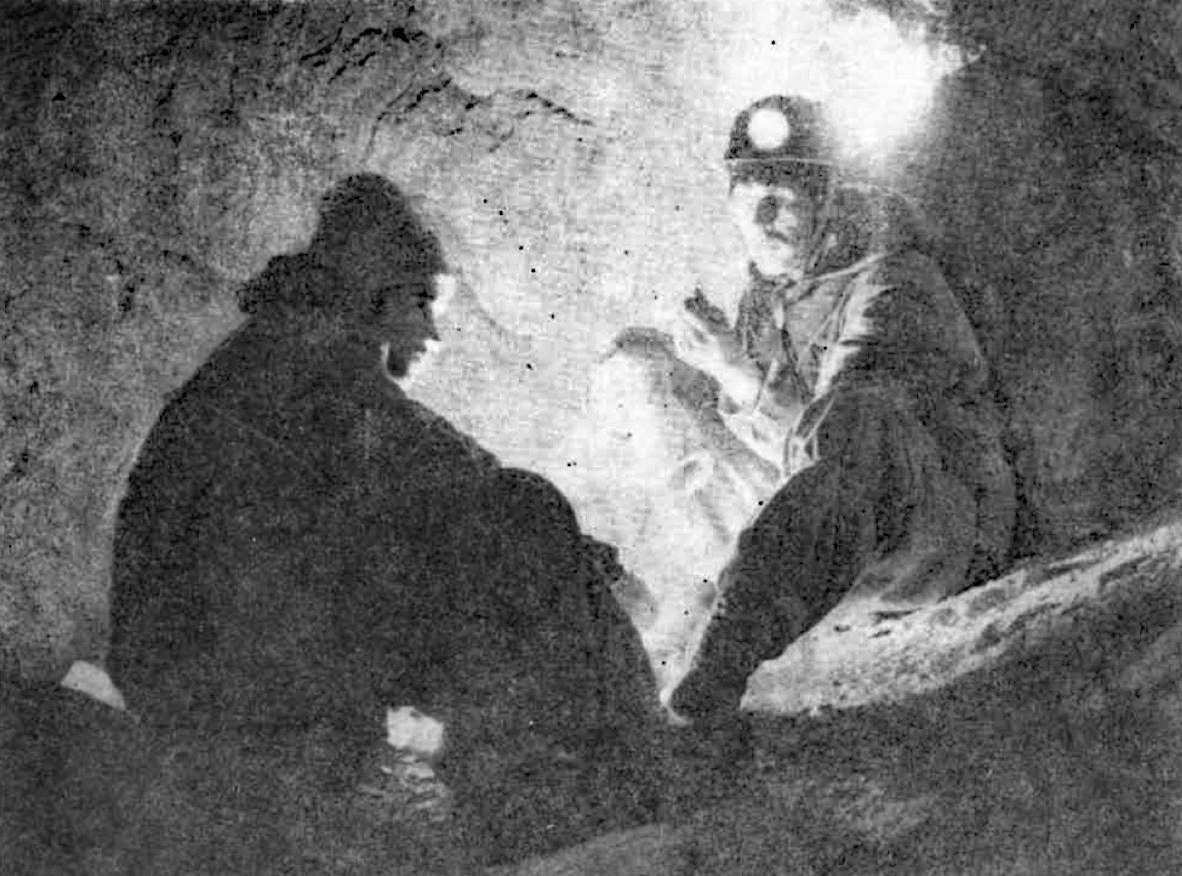
Jerzy Masełko (z lewej) i Norbert Pospieszny na dnie Wielkiej Studni w Jaskini Śnieżnej (fotografia wykonana przez Marka Trzeciakowskiego w 1968)

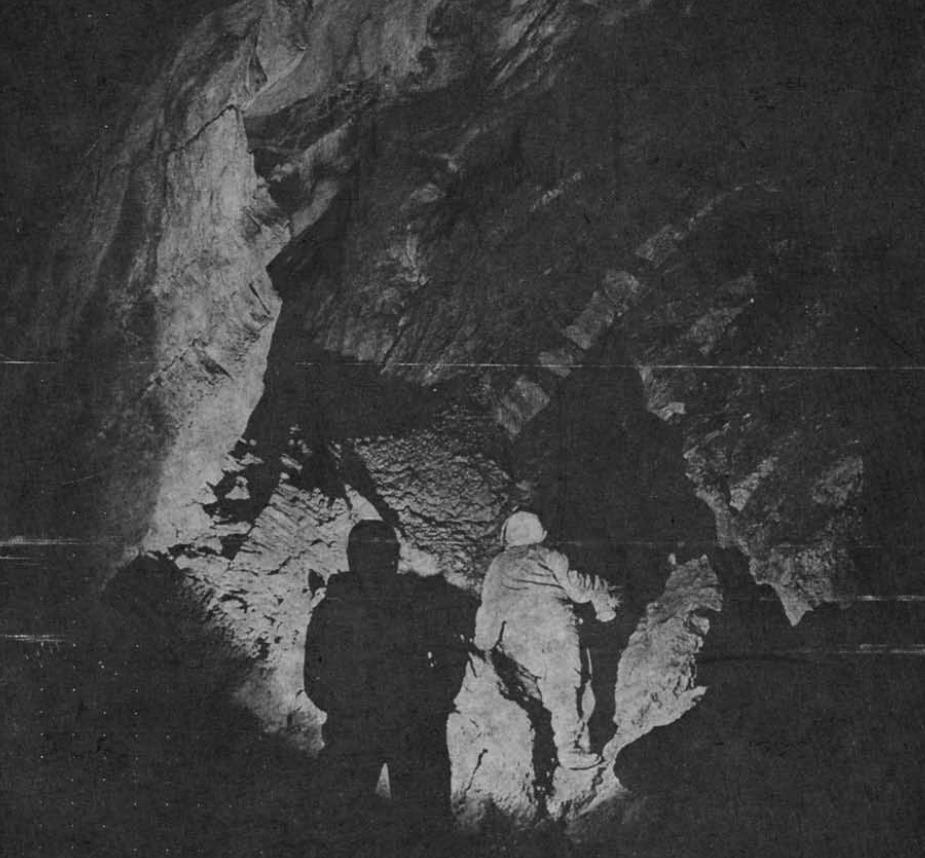
W Jaskini Czarnej pod Kominem Węgierskim (fotografia wykonana przez Marka Trzeciakowskiego w 1978)

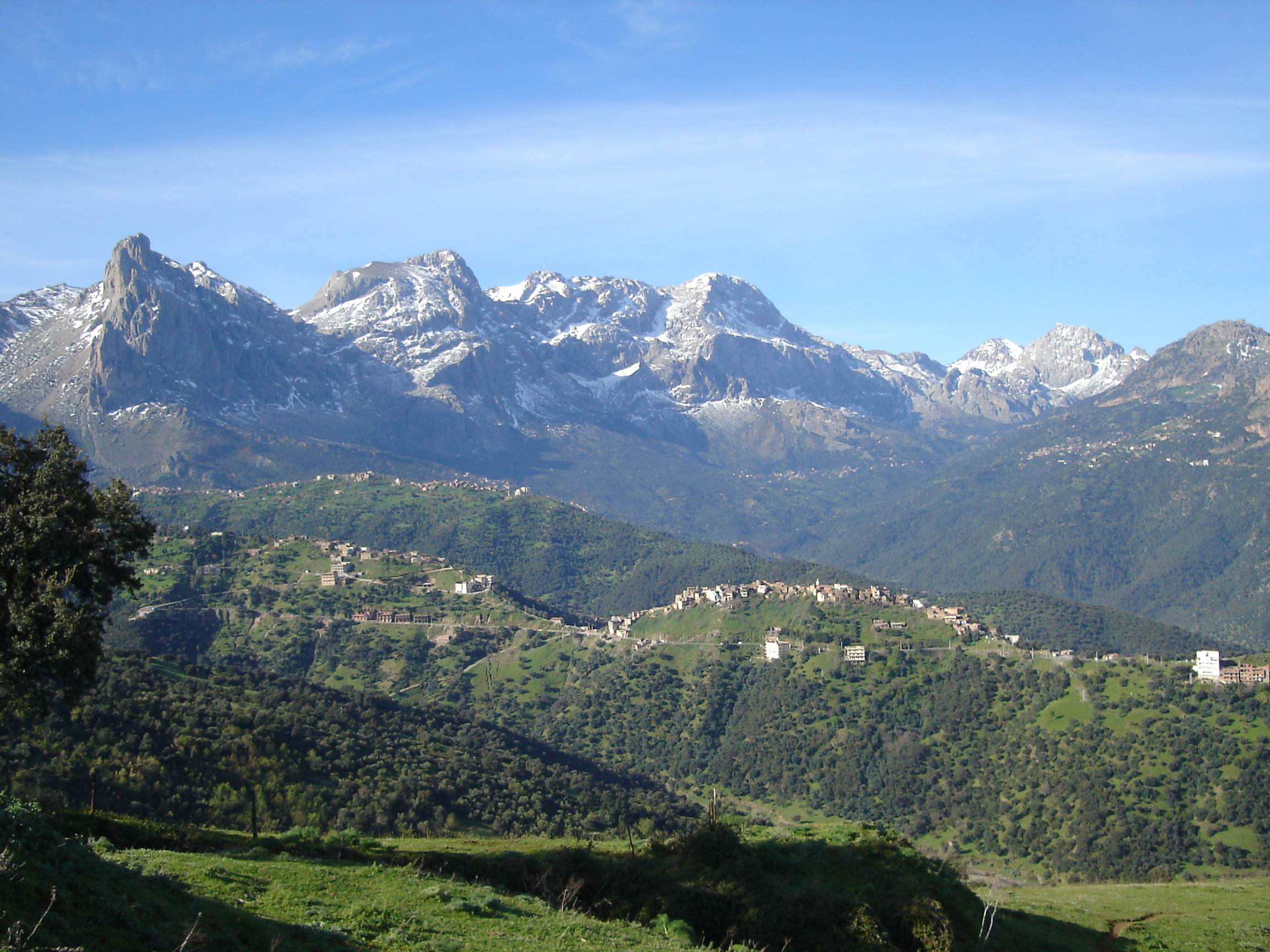
Panorama gór Djurdjura w Algierii

Był członkiem i uczestnikiem wypraw jaskiniowych Sekcji Grotołazów Wrocław od 1962. W 1968 wziął udział w wyprawie do jaskiń Kaukazu Zachodniego.
Na przełomie grudnia 1968 i stycznia 1969 wziął udział w wyprawie kierowanej przez Bernarda Uchmańskiego na dno Jaskini Śnieżnej. Wyprawa dokonała wspinaczkowego wyjścia od Syfonu Dominiki do otworu Jaskini Śnieżnej. Był to ówczesny rekord świata (640 m pomiędzy dnem a otworem wejściowym jaskini) we wspinaczce jaskiniowej bez korzystania z lin i drabinek. Członkami wyprawy byli także Roman Galar, Jerzy Masełko, Andrzej Ostromęcki, Kazimierz Piotrowski i Norbert Pospieszny. Wszyscy zostali odznaczeni Medalem za Wybitne Osiągnięcia Sportowe.
W 1972 wziął udział w wyprawie Sekcji Grotołazów Wrocław, która osiągnęła dno (trzecie przejście w historii) jaskini Anou Boussouli w masywie Djurdjura Atlasu Tellskiego w Algierii, wtedy najgłębszej (-505 m) jaskini Afryki.
Razem z Antonim Ogorzałkiem był autorem tekstu i fotografii do przewodnika po Jaskini Niedźwiedziej w Kletnie.
Uprawiał także alpinizm i był członkiem Klubu Wysokogórskiego we Wrocławiu. W 1985 był fotografem wyprawy Klubu w Himalaje w rejonie Manaslu, która zdobyła Himalchuli North (7371 m). Następnego roku uczestniczył w wyprawie na główny szczyt Himalchuli (7893 m) – jeden z najwyższych siedmiotysięczników himalajskich.

## Inne informacje
Był żonaty z Marią (ur. 1945) z domu Bańkowską, elektronikiem i fotografem.
Uprawiał żeglarstwo.